# Nuestra Señora de Arabia
Nuestra Señora de Arabia es una advocación mariana venerada en Kuwait y Baréin.
La devoción a Nuestra Señora de Arabia fue promulgada por el papa Pío XII, quien autorizó su culto, mientras que el papa Juan XXIII coronó canónicamente la imagen el 25 de marzo de 1960 a través del cardenal Valeriano Gracias. El 5 de enero de 2011, la Congregación para el Culto Divino y la Disciplina de los Sacramentos la proclamó patrona del Vicariato apostólico de Arabia del Norte y designó su fiesta el sábado anterior al segundo domingo del tiempo ordinario, con autorización para celebrarla también en viernes o domingo.

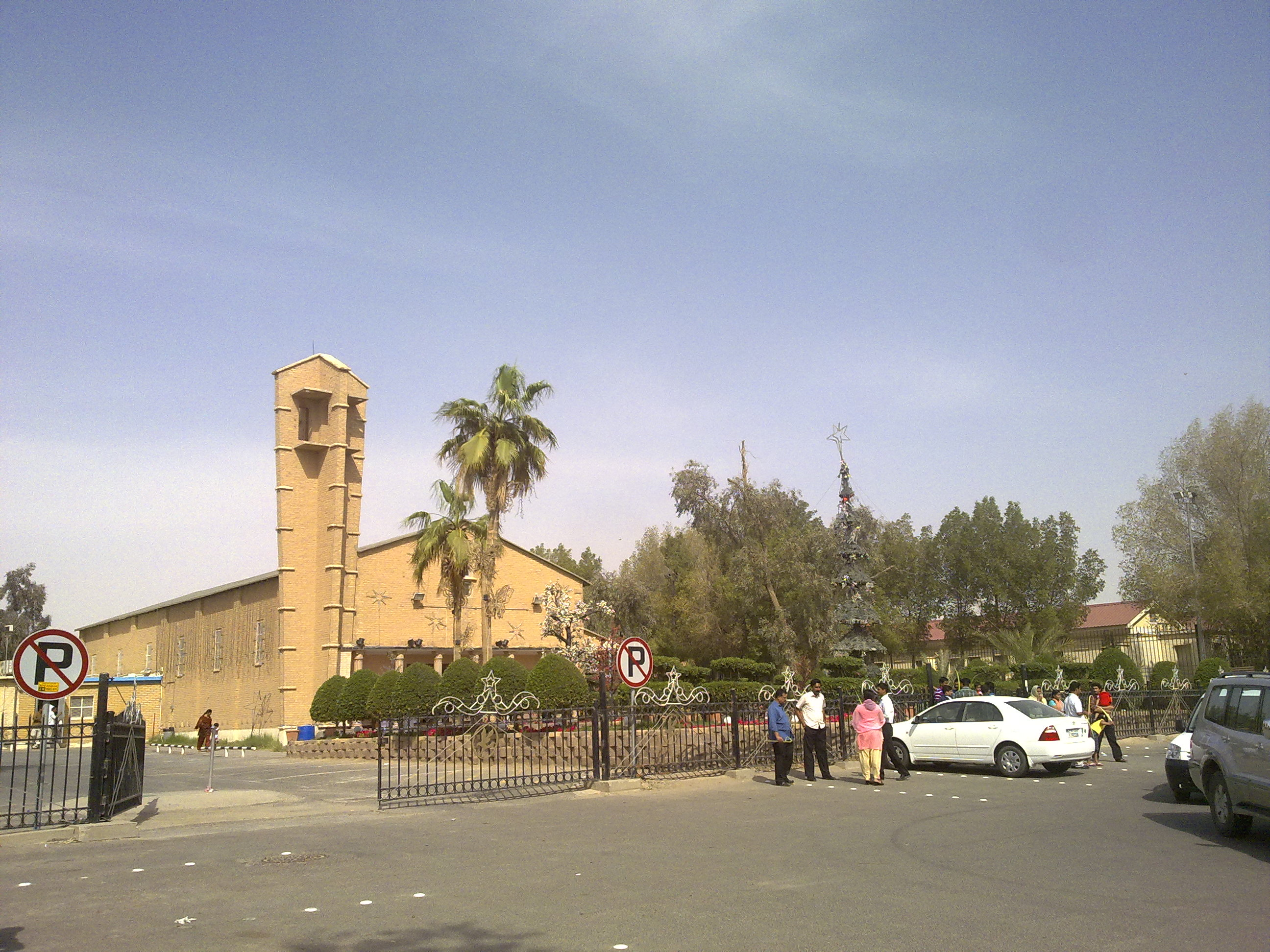
Parroquia de Nuestra Señora de Arabia, en Al Ahmadi, Kuwait.

## Historia
La imagen original deriva de una pintura de Nuestra Señora del Monte Carmelo llevada el 1 de mayo de 1948 a Al Ahmadi, Kuwait. El 8 de diciembre del mismo año, día de la Inmaculada Concepción, el padre Teofano Ubaldo Stella, de la Orden de los Carmelitas, enmarcó la imagen y la dispuso para pública veneración en una capilla situada en su propia vivienda. En mayo de 1949 la pintura fue retirada, empleando posteriormente la Legión de María su propia imagen de la Medalla Milagrosa, lo que alentó al padre Stella a comisionar una escultura en Italia a la firma Rosa e Zanzio Ditta, la cual talló una estatua de la Virgen con el Niño a partir de un bloque sólido de cedro del Líbano. La imagen fue llevada ante el papa Pío XII, quien la bendijo el 17 de diciembre de 1949.
El 6 de enero de 1950, durante la Navidad ortodoxa, la estatua fue devuelta a Kuwait para pública veneración, siendo procesionada desde el puerto de Shuwaikh hasta la pequeña capilla en la residencia del padre Stella para ser venerada como patrona y protectora de los petroleros, mientras que en 1954 varios soldados kuwaitíes viajaron a Roma por el 100.º aniversario del dogma de la Inmaculada Concepción y presentaron una réplica en la Parroquia de Santa Teresa. El 16 de septiembre del mismo año la réplica fue conducida ante el papa Pío XII, quien bendijo la imagen en Castel Gandolfo además de enviar en mayo de 1956 un cirio especial (escogido por el propio papa de entre los cirios dispuestos ese año en Roma con motivo de la Candelaria) a la nueva parroquia levantada en Al Ahmadi. La imagen original fue llevada allí en procesión un mes después de la bendición del templo, solicitando el obispo Stella a la Santa Sede la proclamación de la Virgen María como patrona de Kuwait bajo el título de Nuestra Señora de Arabia; Pío XII otorgó su consentimiento mediante la bula papal Regnum Mariae el 25 de agosto de 1957. Con motivo de este acontecimiento, se elaboraron dos coronas de oro (una para la Virgen y otra para el Niño Jesús) adornadas con rubíes y diamantes (además de una gran perla del Golfo donada por Stella) las cuales fueron llevadas a Roma, donde el papa Juan XXIII las bendijo personalmente el 17 de marzo de 1960 y autorizó la coronación canónica, la cual tuvo lugar el 25 de marzo del mismo año a través del legado apostólico el cardenal Valeriano Gracias, arzobispo de Bombay (el documento pontificio fue firmado y atestado por el cardenal Domenico Tardini el 9 de enero de 1960). El 5 de enero de 2011, el papa Benedicto XVI aprobó el patronazgo de la imagen otorgándole el título de patrona del Vicariato apostólico de Arabia del Norte.